# Echiniscus duboisi
Echiniscus duboisi är en djurart som tillhör fylumet trögkrypare, och som beskrevs av Ferdinand Richters 1902. Echiniscus duboisi ingår i släktet Echiniscus och familjen Echiniscidae. Inga underarter finns listade i Catalogue of Life.